# Heterallactis semiconstricta
Heterallactis semiconstricta là một loài bướm đêm thuộc phân họ Arctiinae, họ Erebidae.